# Swiatosław Mychajluk
Swiatosław „Swi” Mychajluk (ukr. Святосла́в Михайлю́к; ur. 10 czerwca 1997 w Czerkasach) – ukraiński koszykarz, występujący na pozycji niskiego skrzydłowego, reprezentant kraju, od 2023 zawodnik Boston Celtics.
W 2014 wziął udział w meczu wschodzących gwiazd – Nike Hoop Summit.
Mówi płynnie po rosyjsku i angielsku. Jego ojciec jest profesorem historii, a matka nauczycielką biologii w liceum.
6 lutego 2019 trafił w wyniku wymiany do Detroit Pistons.
13 marca 2021 został wytransferowany do Oklahoma City Thunder. 31 sierpnia 2021 dołączył do Toronto Raptors. 18 września 2022 został zawodnikiem New York Knicks. 9 lutego 2023 trafił do Charlotte Hornets w wyniku wymiany. 31 sierpnia 2023 zawarł umowę z Boston Celtics.

## Osiągnięcia
Stan na 16 września 2023, na podstawie, o ile nie zaznaczono inaczej.

### NCAA
- Uczestnik NCAA Final Four (2018)
- Uczestnik rozgrywek:
  - Elite 8 turnieju NCAA (2016–2018)
  - turnieju NCAA (2015–2018)
- Mistrz:
  - turnieju konferencji Big 12 (2016, 2018)
  - sezonu regularnego Big 12 (2015–2018)
- Laureat klubowej nagrody - Danny Manning Mr. Jayhawk Award (2018)
- Zaliczony do:
  - I składu Academic All-Big 12 (2016)
  - II składu:
    - Big 12 (2018)
    - Academic All-Big 12 (2017)
- Lider Big 12 w skuteczniści rzutów za 3 punkty (44,4% – 2018)[11]

### NBA
- Mistrz NBA (2024)
- Zaliczony do II składu letniej ligi NBA (2018)
- Uczestnik Rising Stars Challenge (2020)[12]

### Indywidualne
- MVP 1. kolejki ligi ukraińskiej (2013/2014)

### Reprezentacja
Seniorów
- Uczestnik:
  - mistrzostw:
    - świata (2014 – 18. miejsce)
    - Europy (2022 – 11. miejsce)[13]

  - kwalifikacji do mistrzostw świata (2017, 2019, 2023)
- Lider Eurobasketu w przechwytach (2022 – 2,2 wspólnie z Kendrickiem Perrym)[14]

Młodzieżowe
- Wicemistrz Europy U–18 dywizji B (2014)
- Uczestnik:
  - mistrzostw Europy:
    - U–20 (2016 – 8. miejsce, 2017 – 10. miejsce)
    - U–16 (2012 – 12. miejsce, 2013 – 10. miejsce)

  - turnieju Albert Schweitzer (2014 – 6. miejsce)
- MVP Eurobasketu U–18 dywizji B (2014)
- Zaliczony do I składu Eurobasketu:
  - U–18 dywizji B (2014)
  - U–16 (2013)
- Lider:
  - strzelców Eurobasketu U–20 (2017)
  - Eurobasketu U–16 w:
    - liczbie zdobytych punktów (2013)
    - przechwytach (2013)